# Arméns artillericentrum
Arméns artillericentrum (ArtC) var ett truppslagscentrum för artilleriet inom svenska armén som verkade åren 1991–1997. Förbandsledningen var förlagd i Kristinehamns garnison i Kristinehamn.

## Historik
Arméns artillericentrum bildades den 1 juli 1991 i samband med försvarsutredning 1988, genom att truppslagsinspektörerna med truppslagsavdelningar i arméstaben slogs samman med arméns strids- och skjutskolor samt övriga truppslagsskolor, vilka bildade så kallade Truppslagscenter. Denna omstrukturering resulterade i att arméns skolor avvecklades och de nyuppsatta truppslagscentren övertog ansvaret över utbildningen vid skolorna. I samband med denna omorganisation avskiljdes Arméflyget från artilleriet och bildade ett eget truppslag.
Arméns artillericentrum bestod 1991 av arméstabens artilleriavdelning, Artilleriets officershögskola (ArtOHS), Artilleriskjutskolan (ArtSS), artilleristabens vädertjänstdetalj. Artilleridelen av Artilleri- och ingenjörhögskolan (AIHS), tillkom i Arméns artillericentrum 1992. Chefen för Arméns artillericentrum innehade även befattningen som Artilleriinspektör. 
Genom försvarsbeslutet 1996 kom Arméns samtliga truppslagscenter att avvecklas, och dess uppgifter övertogs av Armécentrum (ArméC). Detta ledde till att Arméns artillericentrum avvecklades den 31 december 1997 som enhet, och Artilleriskjutskolan blev från den 1 januari 1998 ett självständigt förband under namnet Artilleriets stridsskola (ArtSS). I samband med denna avveckling försvann även befattningen Artilleriinspektör.

## Ingående enheter
- Artilleriinspektör med stab (Artinsp)
- Artilleriets stridsskola (ArtSS)
- Artilleriets officershögskola (ArtOHS)

## Förläggning
Förbandsledningen för Arméns artillericentrum var förlagd till Kristinehamn. I Linköping fans artilleristabens vädertjänstdetalj. Arméns artillericentrum hade även verksamhet vid Älvdalens skjutfält.

## Förbandschefer
Förbandschefen för Arméns artillericentrum var tillika artilleriinspektör.
- 1991–1994: Ove Fahlén
- 1994–1997: Carl-Ivar Pesula

## Namn, beteckning och förläggningsort
| Arméns artillericentrum | 1991-07-01 | – | 1997-12-31 |

| ArtC | 1991-07-01 | – | 1997-12-31 |

| Kristinehamns garnison (F) | 1991-07-01 | – | 1997-12-31 |
| Linköpings garnison (D)    | 1991-07-01 | – | 1997-12-31 |
| Älvdalens skjutfält (Ö)    | 1991-07-01 | – | 1997-12-31 |

## Galleri

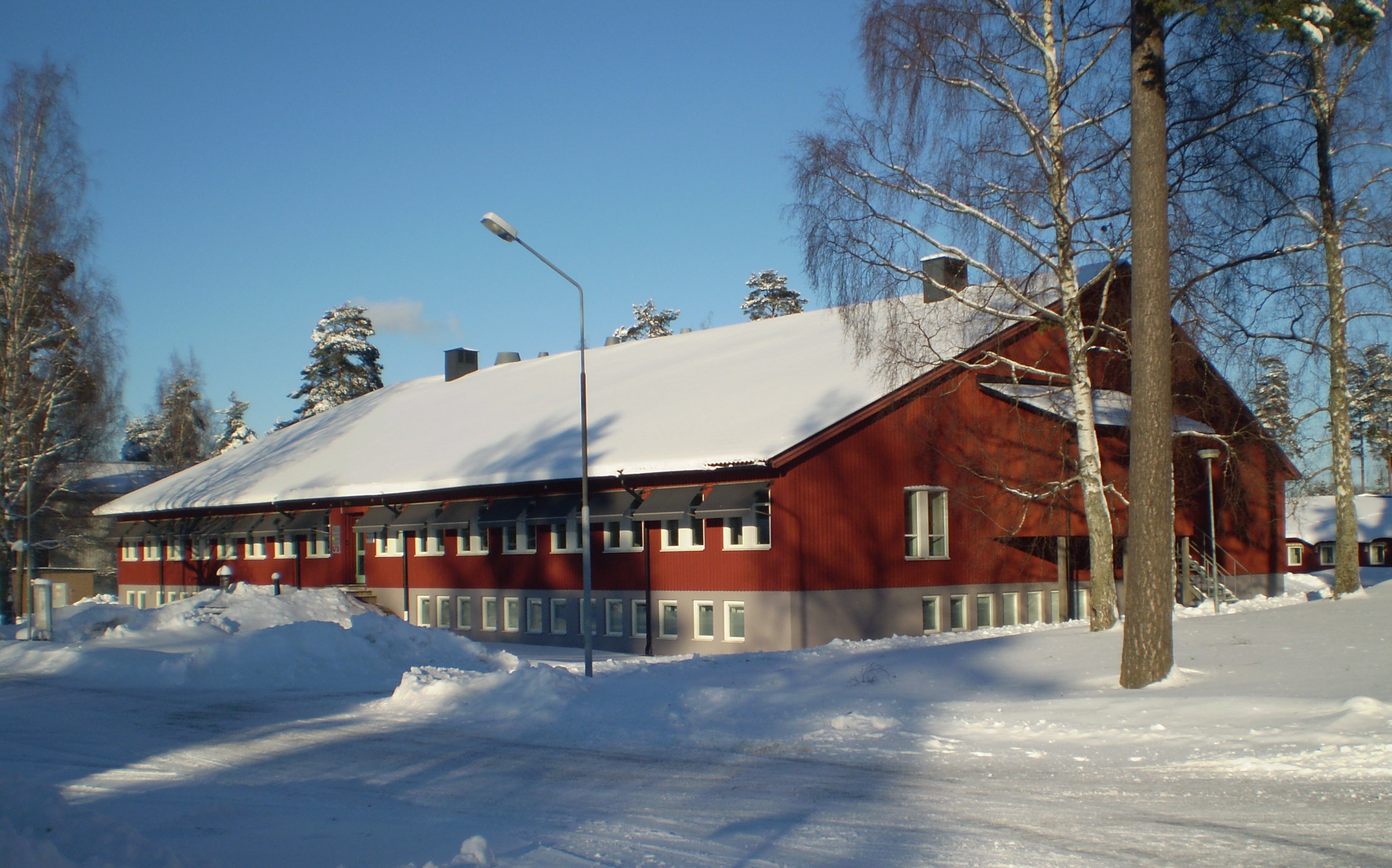
Arméns artillericentrum och Artilleriets stridsskolas före detta stabsbyggnad i Kristinehamn (2011).
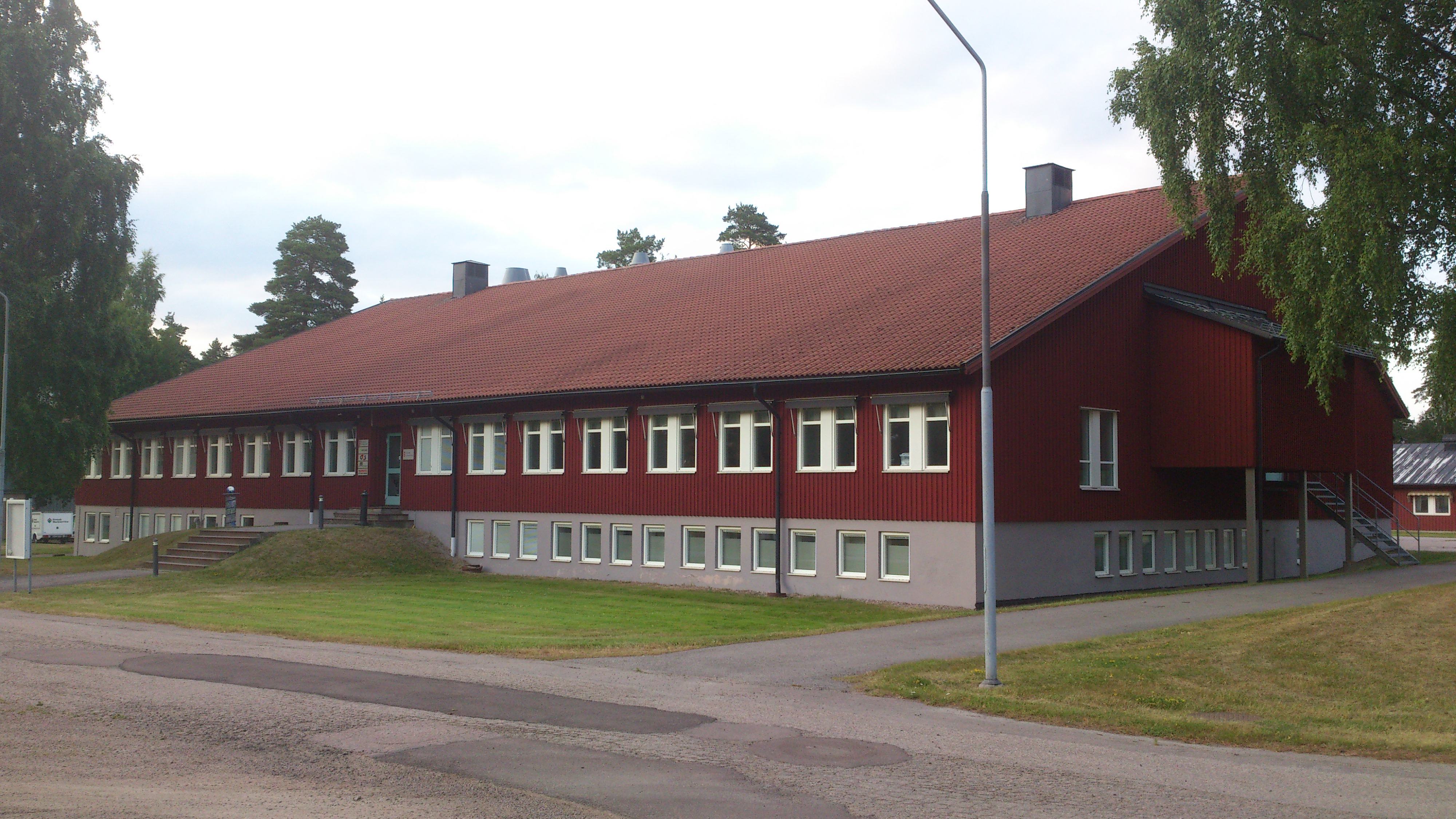
Arméns artillericentrum och Artilleriets stridsskolas före detta stabsbyggnad i Kristinehamn (2013).
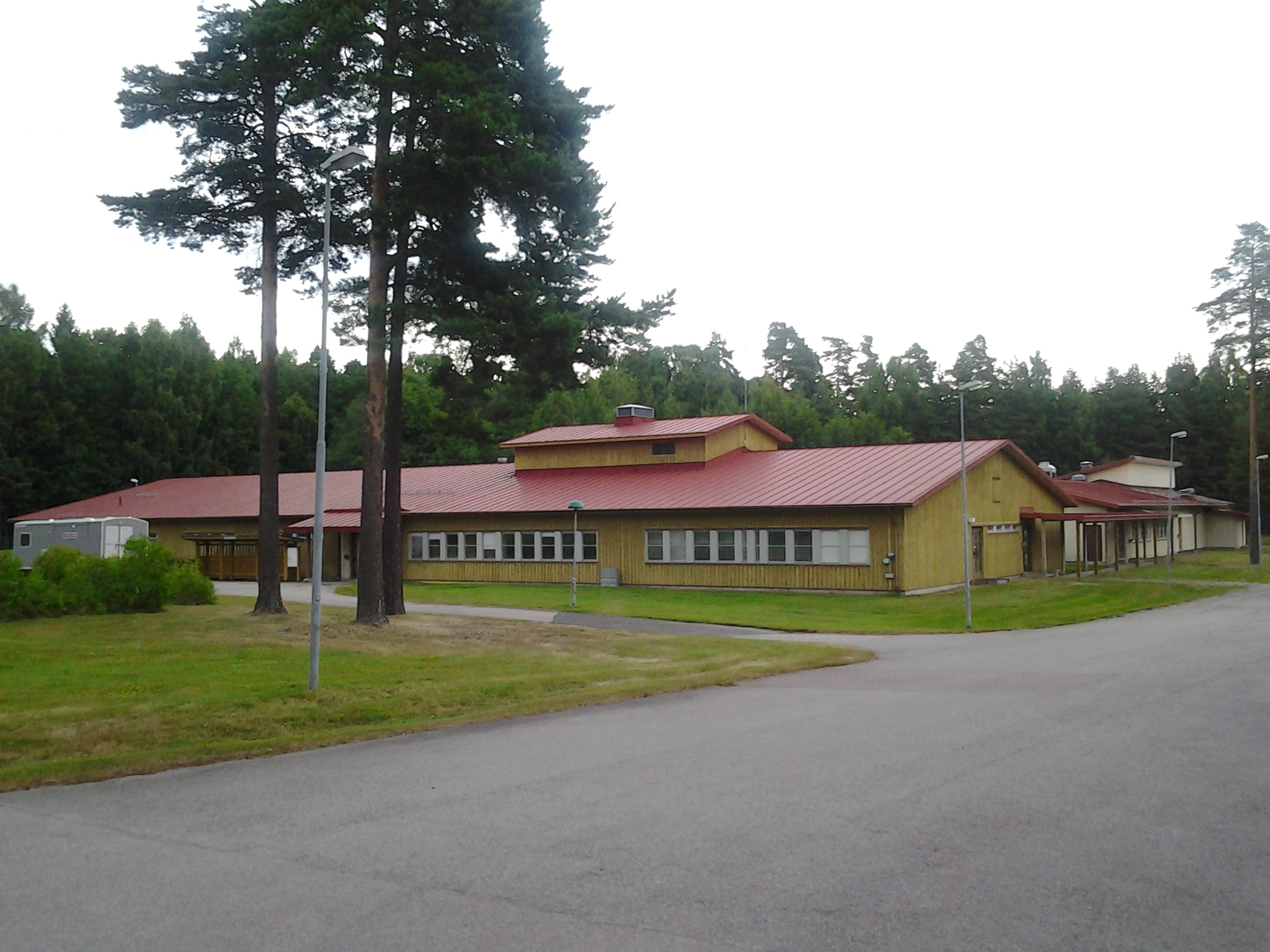
Skolbyggnad för bland annat Artilleriets officershögskola (ArtOHS) och Artilleriets stridsskola (ArtSS) i Kristinehamn.
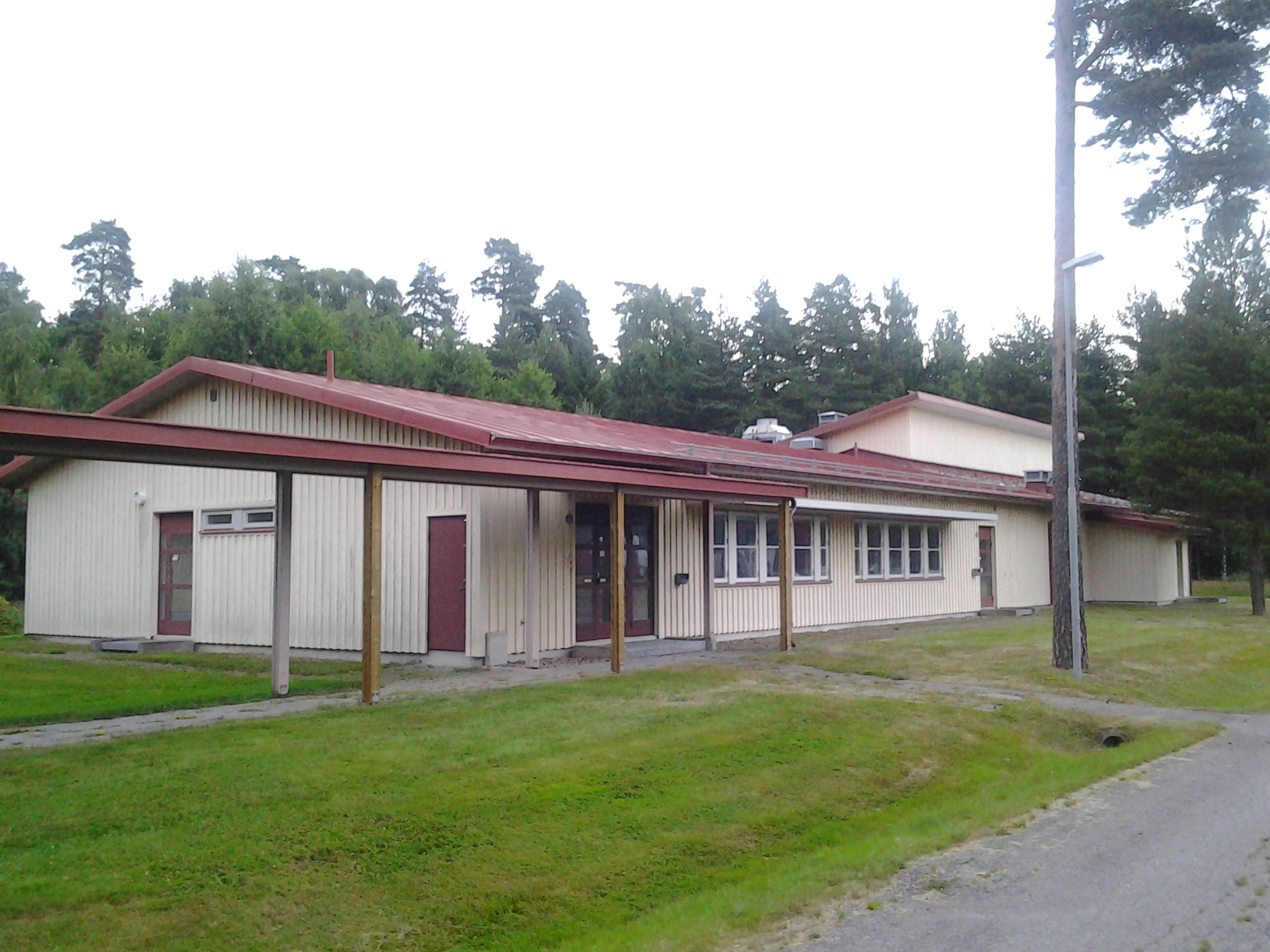
Skolbyggnad för bland annat Artilleriets officershögskola (ArtOHS) och Artilleriets stridsskola (ArtSS) i Kristinehamn.